# فانيسا ويب
فانيسا ويب (بالإنجليزية: Vanessa Webb)‏ مواليد 24 يناير 1976 في تورونتو، هي لاعبة كرة مضرب كندية سابقة بدأت مسيرتها كمحترفة سنة 1992 وكانت تلعب باليد اليسرى، اعتزلت اللعب في 2003. أعلى تصنيف لها في الفردي كان المركز الـ 107 في سنة 2000. أعلى تصنيف لها في الزوجي كان المركز الـ 95 في سنة 2000. سبق أن شاركت في دورة الألعاب الأولمبية الصيفية.

## النهائيات

### الزوجي: 1 (الوصافة 1)
| الحصيلة | الرقم | التاريخ        | الدورة                             | الأرضية | الشريك    | المنافس                       | النتيجة       |
| ------- | ----- | -------------- | ---------------------------------- | ------- | --------- | ----------------------------- | ------------- |
| الوصافة | 1.    | 12 نوفمبر 2000 | بطولة بنك الكومنولث للتنس، ماليزيا | صلبة    | ليزل هوبر | هنرييتا ناجيوفا سيلفيا بيلشكي | 4–6, 6–7(4–7) |

## روابط خارجية
- فانيسا ويب على موقع رابطة محترفات التنس (الإنجليزية)
- فانيسا ويب على موقع الاتحاد الدولي لكرة المضرب (الإنجليزية)
- فانيسا ويب على موقع كأس بيلي جين كينغ (الإنجليزية)
- فانيسا ويب على موقع أوليمبيديا (الإنجليزية)
- فانيسا ويب على موقع اللجنة الأولمبية الكندية (الإنجليزية)